# Puppet on a string
Puppet on a string is een nummer uit 1967 van Sandie Shaw. Hiermee won Shaw het Eurovisiesongfestival van 1967 voor het Verenigd Koninkrijk.

## Eurovisiesongfestival 1967
De carrière van Sandie Shaw zat in 1967 een beetje in het slop en zij werd tegen wil en dank naar het songfestival gestuurd. Van de vijf geschreven liedjes won Puppet on a String de Britse voorselectie. Op het songfestival viel haar act op doordat ze op blote voeten optrad. Het nummer werd wereldwijd een grote hit.

## Hitnoteringen

### Nederlandse Top 40
| Puppet on a string in de Nederlandse Top 40 - binnen 08-04-1967 | Puppet on a string in de Nederlandse Top 40 - binnen 08-04-1967 | Puppet on a string in de Nederlandse Top 40 - binnen 08-04-1967 | Puppet on a string in de Nederlandse Top 40 - binnen 08-04-1967 | Puppet on a string in de Nederlandse Top 40 - binnen 08-04-1967 | Puppet on a string in de Nederlandse Top 40 - binnen 08-04-1967 | Puppet on a string in de Nederlandse Top 40 - binnen 08-04-1967 | Puppet on a string in de Nederlandse Top 40 - binnen 08-04-1967 | Puppet on a string in de Nederlandse Top 40 - binnen 08-04-1967 | Puppet on a string in de Nederlandse Top 40 - binnen 08-04-1967 | Puppet on a string in de Nederlandse Top 40 - binnen 08-04-1967 | Puppet on a string in de Nederlandse Top 40 - binnen 08-04-1967 | Puppet on a string in de Nederlandse Top 40 - binnen 08-04-1967 | Puppet on a string in de Nederlandse Top 40 - binnen 08-04-1967 | Puppet on a string in de Nederlandse Top 40 - binnen 08-04-1967 |
| Week                                                            | 1                                                               | 2                                                               | 3                                                               | 4                                                               | 5                                                               | 6                                                               | 7                                                               | 8                                                               | 9                                                               | 10                                                              | 11                                                              | 12                                                              | 13                                                              |                                                                 |
| --------------------------------------------------------------- | --------------------------------------------------------------- | --------------------------------------------------------------- | --------------------------------------------------------------- | --------------------------------------------------------------- | --------------------------------------------------------------- | --------------------------------------------------------------- | --------------------------------------------------------------- | --------------------------------------------------------------- | --------------------------------------------------------------- | --------------------------------------------------------------- | --------------------------------------------------------------- | --------------------------------------------------------------- | --------------------------------------------------------------- | --------------------------------------------------------------- |
| Nummer                                                          | 39                                                              | 15                                                              | 5                                                               | 1                                                               | 1                                                               | 1                                                               | 2                                                               | 3                                                               | 6                                                               | 10                                                              | 15                                                              | 16                                                              | 27                                                              | uit                                                             |

### NPO Radio 2 Top 2000
| Nummer met noteringen in de NPO Radio 2 Top 2000 | '99  | '00  | '01-'04 | '05 |
| ------------------------------------------------ | ---- | ---- | ------- | --- |
| Puppet on a string                               | 1710 | 1975 | -       | 556 |

1. ↑  Een '-' betekent dat het nummer niet was genoteerd en een vetgedrukt getal geeft de hoogste notering aan.
2. ↑  Deze tabel is bijgewerkt tot en met de laatste editie (2024).

1956: Refrain · 
1957: Net als toen · 
1958: Dors, mon amour · 
1959: 'n Beetje · 
1960: Tom Pillibi · 
1961: Nous les amoureux · 
1962: Un premier amour · 
1963: Dansevise · 
1964: Non ho l'età · 
1965: Poupée de cire, poupée de son · 
1966: Merci, chérie · 
1967: Puppet on a string · 
1968: La la la · 
1969: Un jour, un enfant, De troubadour, Vivo cantando, Boom bang-a-bang · 
1970: All kinds of everything · 
1971: Un banc, un arbre, une rue · 
1972: Après toi · 
1973: Tu te reconnaîtras · 
1974: Waterloo · 
1975: Ding-a-dong · 
1976: Save your kisses for me · 
1977: L'oiseau et l'enfant · 
1978: A-ba-ni-bi · 
1979: Hallelujah · 
1980: What's another year · 
1981: Making your mind up · 
1982: Ein bißchen Frieden · 
1983: Si la vie est cadeau · 
1984: Diggi-loo diggi-ley · 
1985: La det swinge · 
1986: J'aime la vie · 
1987: Hold me now · 
1988: Ne partez pas sans moi · 
1989: Rock me · 
1990: Insieme: 1992 · 
1991: Fångad av en stormvind · 
1992: Why me? · 
1993: In your eyes · 
1994: Rock 'n' roll kids · 
1995: Nocturne · 
1996: The voice · 
1997: Love shine a light · 
1998: Diva · 
1999: Take me to your heaven · 
2000: Fly on the wings of love · 
2001: Everybody · 
2002: I wanna · 
2003: Everyway that I can · 
2004: Wild dances · 
2005: My number one · 
2006: Hard rock hallelujah · 
2007: Molitva · 
2008: Believe · 
2009: Fairytale · 
2010: Satellite · 
2011: Running scared · 
2012: Euphoria · 
2013: Only teardrops · 
2014: Rise like a phoenix · 
2015: Heroes · 
2016: 1944 · 
2017: Amar pelos dois · 
2018: Toy · 
2019: Arcade · 
2021: Zitti e buoni · 
2022: Stefania · 
2023: Tattoo · 
2024: The code